# Ravin Caldwell
Ravin V. Caldwell Jr. (Port Arthur, 4 agosto 1963) è un ex giocatore di football americano statunitense che ha giocato nel ruolo di linebacker nella National Football League (NFL). Al college giocò a football alla Università dell'Arkansas.

## Carriera professionistica
Caldwell fu scelto nel corso del quinto giro (113º assoluto) del Draft NFL 1986 dai Washington Redskins. Con essi vinse due Super Bowl: il Super Bowl XXII contro i Denver Broncos e il Super Bowl XXVI contro i Buffalo Bills. Rimase con essi fino al 1992 dopo di che passò l'ultima stagione della carriera con i San Francisco 49ers.

## Palmarès

### Franchigia
- Super Bowl : 2

Washington Redskins: XXII, XXVI
- National Football Conference Championship: 2

Washington Redskins: 1987, 1991

## Statistiche
| Partite totali | 79  |
| Sack           | 8,5 |
| Intercetti     | 0   |